# ポロツク公国

ポロツク公国
Полацкае княства

ポロツク公国（ベラルーシ語: Полацкае княства）はキエフルーシ時代に、現ベラルーシのポロツク（ベラルーシ語ではポーラツク）を首都として成立した国家である。キエフ大公国から最初に分離した公国であり、しばらく後に事実上の独立を果たした。公国の歴史を概括すると、前期はキエフ大公国などのルーシ諸国と、中期にはリヴォニア帯剣騎士団などの十字軍勢力と争い、最終的にはリトアニア大公国に組み込まれた。

## ポロツク公国の歴史

### 公国の形成
ポロツクに関する古い記録には、5世紀ごろの「西ドヴィナ川流域のヴァイキングの大きな都市」としての記述がある。またサクソ・グラマティクスの『デンマーク人の事績』には、「フロド1世と子のハディンガが、策謀によってポロツクの王ヴェスパシを殺した。都市の強固さにより征服できなかったからである。（注：三名ともロシア語表記の日本語音写）」という主旨の記述がある。ルーシの記述では、『原初年代記』（ラヴレンチー写本）における862年の記述が初出である。なお『ニコン年代記』によれば、アスコルドが872年にポロツクを占領している。
10世紀後半には、ポロツクには独立した支配者・ログヴォロド(en)がいたが、980年にノヴゴロド公ウラジーミル（後のキエフ大公・ウラジーミル1世）はポロツクを破壊し、ログヴォロドを殺し、ログヴォロドの娘のログネダを強制的に妻にした上にポロツクを併合した。987年ごろ、ログネダはウラジーミル1世を暗殺しようとするが失敗し、ウラジーミル1世は自分とログネダとの間の子・イジャスラフをポロツクに置いた。（このイジャスラフは後の歴代ポロツク公の祖先となる。）初めのうち数年は、ウラジーミル1世が建設したイジャスラヴリ（現ベラルーシ・ザスラーウエ）に首都があったが、しばらく後にイジャスラフがポロタ川左岸の要害の地にポロツクを再建し、首都を移転した。なお、おそらく摂政にログネダが就いていたと考えられている。
992年、ポロツクに正教の主教座が置かれた。アイスランドのサガによれば、ポロツクは1000年ごろにアイスランドのヴァイキングのキリスト教徒・トルヴァリドから洗礼を受けた。サガによれば、トルヴァリドは東ローマ皇帝バシレイオス2世から「東バルトのルーシの都市」に対する全権大使に任ずる旨の勅書を与えられ、ルーシの地に来たとされている。

### 公国の独立化
キエフ大公国からのポロツク公国の分離と、独立した公国への変化は、イジャスラフの治世から既に始まっていた。このときポロツク公国は、ルーシ北西部にあたる西ドヴィナ川中流域、ベレジナ川とネマン川の上流域に、十分に広い領土を占めていた。西ドヴィナ川、そしてドニエプル川の上流に近接していることで、バルト海から黒海までの輸送が容易なものとなり、ポロツク公国に大きな利益をもたらしていた。農業・狩猟・漁撈と、支配領域内の沼や湖から産出する鉱石を原料にした鉄の生産が、ポロツク公国の繁栄を促進した。
イジャスラフの子・ブリャチスラフは、ポロツク公国の領土に、西ドヴィナ川とジスナ川の間の都市・ブリャチスラヴリ（現ベラルーシ・ブラスラウ）を加えた。1020年、ブリャチスラフはノヴゴロドを攻撃したが、帰路においてスドマ川でノヴゴロド公（兼キエフ大公）ヤロスラフ1世の軍に追いつかれ、捕虜と戦利品を捨てて逃走した。しかし次の年には和平条約の締結によって、ヴィテプスクとウスヴャートィを獲得した（スドマ川の戦い）。この和平条約にもかかわらず、おじ・おいの関係にあるブリャチスラフとヤロスラフ1世との間の軍事行動は止まなかった。「全ての日に命を賭して」と年代記に語られるほどに、ブリャチスラフは戦いを続けた。

### フセスラフの統治
ポロツク公国の最盛期は、ブリャチスラフの子・フセスラフの時代（1044年 - 1101年）に到来した。フセスラフは初めはキエフ大公国のヤロスラフ一門と連合してトルク族への遠征を行ったが（1060年）、後に先代の政策方針を継承し、覇権主義のもとキエフ大公国との積極的な闘争を繰り広げた。1065年には突如プスコフを急襲し、翌年（もしくは再翌年）にはノヴゴロドを攻撃した。しかしノヴゴロドから帰還した後、ミンスク近郊のニャミーハ川(en)での戦いでキエフ大公イジャスラフ1世らの連合軍に敗れた。イジャスラフ1世らはフセスラフに和平条約を提案し、十字架に和平を宣誓した。イジャスラフは2人の息子と共に和平交渉のためにヴォルシャへ向かったが、宣誓を破ったイジャスラフ1世らに捕縛され、キエフへ護送されて幽閉された。
1068年、シャルカンを長とするポロヴェツ族の襲撃に際し、イジャスラフ1世は敗れて逃走したため、キエフを庇護する者はいなくなった。キエフの人々はフセスラフを解放してキエフ大公とした。1069年4月にイジャスラフ1世がポーランド人の援助を受けて戻ってくると、フセスラフはポロツクへ逃走した。イジャスラフ1世はキエフを占領し、さらにフセスラフをポロツクから追放して、自分の子のムスチスラフをポロツク公とした（その後すぐ死亡したため、スヴャトスラフ2世が代わりに立てられることになる）。フセスラフは（おそらく）ヴォテス族(en)のもとに逃げ、兵を募って同年10月にノヴゴロドに現れたが敗北した。
1071年、フセスラフはポロツクを占領し、ゴロティチェスクの戦いに敗れた後もポロツクに踏みとどまった。1073年フセスラフとイジャスラフ1世は和解した。その後ポロツク公国は、1083年にはウラジーミル2世モノマフの遠征により大きな被害を受けた。

### 公国の分裂
フセスラフの存命中から既に、所領を巡る闘争の発生が危ぶまれていた。元来、公国はフセスラフの長子・ダヴィドの子孫が受け継ぐものだったが、やむを得ず、フセスラフの子たちの間に分領公国を分割し、ポロツク公国の改編を始めた。これは必然的に統一された強力な公国の断片化につながった。初めは6つに、その後さらに複数の分領公国に分かれた。ポロツク公国領に派生した主な公国にはミンスク公国・ヴィテプスク公国・イジャスラヴリ公国・ロゴジュスク公国・ドルツク公国・ストレジェフ公国等がある。
1121年、キエフ大公ムスチスラフ1世は、ポロツクの領土に大規模な軍を派遣し、荒廃させ、服従を強いた。さらに1129年には全てのポロツクの公たちをビザンツ帝国に追放し、ポロツク公には自分の子・イジャスラフ2世を据えた。 しかしムスチスラフ1世の子たちのポロツク統治は3年間続いたのみだった。1132年には、ポロツク公の家系を代表するヴァシリコ（ポロツク公国の祖イジャスラフの来孫であり、フセスラフの孫にあたる。）が現れた。
ポロツク公の公位はフセスラフの子孫の元に戻ったが、今度はヴァシリコに対し、フセスラフの子孫のうち有力な3つの家系（ヴィテプスク公家・ミンスク公家・ドルツク公家。ヴァシリコはヴィテプスク公家に属する。）の間で、ポロツク公国をめぐる闘争が始まった。なお、この争いの時代が続くが、1186年以降のポロツクの支配者に関する資料はほとんど消失している。国家の枠組みとしては、この時期にはポロツク公国は次第に弱体化し、さらに細分化していった。また、スモレンスク公国の影響力が増大したらしく、一時期、ポロツク公国の都市の一部がスモレンスクの手に渡っている。

### リヴォニアの喪失
中世初期の東バルト地域は、かつてはポロツク公国の政治的な影響の及ぶ範囲にあった。ラトビア語におけるロシアを指す言葉の「krievi」、またラトガリア語の「krīvi」には、この土地の人々とクリヴィチ族（ラテン文字転写：krivichi）との緊密な関係の記憶が保持されている。カトリックの宣教師マインハルト・フォン・ゼーゲベルク(en)は、ポロツク公国に金銭を支払って改宗の許可を得、リーヴ族の土地で説教を行った。また、ポロツク公の同意の下でイクスキュル（ラトビア語：イクシュチレ）司教を設立した。その後、マインハルトは教会、さらに城砦を建設した。1186年にはリヴォニア教区を創立・主宰した。しかし、リーヴ族が十分の一税の支払いを拒否したことが、西ドヴィナ川の河口に十字軍が現れる原因となった。1201年、アルベルト・フォン・ブクソエーフェン(en)（後にリガ司教）によって、西ドヴィナ川の河口にリガが建設され、1202年にはリヴォニア帯剣騎士団が結成された。
1187年までには、リトアニア人によって西ドヴィナ川の中流域を奪われており、さらに十字軍の出現によって、西ドヴィナ川の水運に依存していたポロツク公国の交易は危機に陥った。また、西ドヴィナ川下流域からの税収が減少した。1203年、ポロツク公ウラジーミルは、騎士団領への最初の遠征を行い、Ikšķile(en)とゴリム（現Salaspils(en)）（どちらもラトビア中部の都市。表記はラトビア語）を包囲し、同年夏にはポロツク公の家臣の公・ヴャチコ(en)がリガに迫ったが、戦果は家畜を奪うのみにとどまった。
1206年、リガ司教アルベルトは、ポロツク公ウラジーミルと友好関係を築くべく使者を派遣したが、この交渉は決裂した。ウラジーミルがリガ司教側に先行して、自分たちの土地から十字軍の追放を望むリーヴ族の族長の訴えに同意していたことが理由である。なお、リーヴ族と異なり、ラトガレ族(en)はポロツク公国側に付くことを拒否した。リーヴ族は戦争を始め、ゴリムを占領した。しかし武装した150人のリヴォニア帯剣騎士団により、重装備をもたないリーヴ軍は数日で敗北、族長・アコは戦死した。騎士団は城を取り返し、さらに他の城でもリーヴ族を捕縛し始めた。リーヴ族がポロツク公に援助を求めたため、ポロツク軍はゴリムを包囲した。しかしポロツク軍はバリスタに関する技術は未修得であり、城内からの射撃によって大きな被害を受けた。その後、海路より援軍がリガに接近していることを聞きつけると、ポロツクとリーヴの軍は包囲を解いた。なお、この戦いの後、リーヴ族の多くがカトリックに改宗した。
1212年、ポロツク公ウラジーミルと、リガ司教アルベルトは会談を行った。リーヴ族とラトガレ族の族長も参加した。彼らはポロツク公国の賦課から解放されることを望んでいた（十字軍へ税を払うことも望まなかった。）。会談の後、ポロツク公国はリヴォニアにおける支配力の放棄を余儀なくされた。このようにして、西ドヴィナ川下流域におけるポロツクの支配力は、十字軍に取って代わられた。ポロツク公ウラジーミルは、1216年、十字軍に対するルーシ諸公の合同遠征軍の準備中に死去した。

### スモレンスク公の干渉
13世紀の前半には、ポロツク公国は一時スモレンスク公国に従属した。ポーランドのMaciej Stryjkowski(en)（注:ポーランド語表記）の年代記では、ラトビアにおける支配力の喪失が、ポロツク内部の暴動を引き起こしたとしている（ただし、年代記記述の資料の研究が不十分であったと推測されてもいる）。いずれにせよ、紛糾するポロツクの状況をスモレンスク公が利用した。1222年1月17日、スモレンスク公ムスチスラフはポロツクを占領し、甥のスヴャトスラフを据えた。1232年ごろに再びポロツク公家に連なる、ヴィテプスク公家のブリャチスラフがポロツク公となるが、彼が最後のポロツク公家出身者のポロツク公となった。また、リューリク朝出身者としても最後となった。なお、ルーシの年代記には、1239年に彼の娘のヴァシリサ（洗礼名アレクサンドラ）が、ウラジーミル大公国のアレクサンドル・ネフスキーと結婚した、という記述がある。

### リトアニア大公国への編入
リトアニアの『Bychovco年代記』(en)（注:リトアニア語表記）では、1190年に「リトアニアの公ミンガイロがポロツクを征服し、正教によってボリスという名を与えられた息子のギンヴィルに街を任せた」という記述があるが、この伝説に歴史的根拠はない。しかし1240年代の初めから、ポロツクの地の公位にはリトアニア起源の名前を持つ公が就いている。1248年ごろ、リトアニア大公ミンダウガスはポロツク公としてタウトヴィラスを承認したが、すぐに彼の公の権力を剥奪した。1253年、ミンダウガスとの和解の後、タウトヴィラスはポロツク公に戻り、ノヴゴロド・プスコフの軍と共にユーリエフ（現エストニア・タルトゥ）への遠征に参加した。ミンダウガスが暗殺され、リトアニア大公国な内乱が勃発すると、1263年にタウトヴィラスはトレニオタに殺害された。ポロツク公にはナリシャ公Gerdenis(lt)（注:リトアニア語表記）が就いていたことが認められるが、1267年に死亡した。
タウトヴィラスの死後、しばらくポロツク公について不明な点が多くなる。1265年ごろの勅令の一つの中で、ヴィーツェプスク公のイジャスラフという者が、ポロツク公として言及されている。また、ローマ法王クレメンス5世の文書によると、1270年から1280年ごろにはコンスタンチンという者がポロツク公になっている。ポロツク公国は14世紀初めに、自治権を保持しつつリトアニア大公国に加わった。　
1377年、リトアニア大公にヨガイラが就いた。ヨガイラはポロツクを弟のスキルガイラに与えた。1386年、スキルガイラはポーランド王となったヨガイラ（ポーランド王としてはヴワディスワフ2世）から、リトアニアの代官に任命され、ポロツク公にはスキルガイラの前任者だったアンドリュスが再任した。しかしクレヴォの合同に反対していたアンドリュスはリヴォニア騎士団、スモレンスク公国と同盟を組み抵抗したが敗北し、捕虜となった。
再びスキルガイラがポロツク公となったが、これが最後の公となった。1392年、ポロツク公国はリトアニア大公国の行政区画の一つとなり、ナメストニクによって管理された。1504年にポロツク公国は廃されポロスカス県となった。なお、首都のポロツクは14世紀 - 18世紀にはリトアニア大公国の主要都市の1つであった。現在はベラルーシ・ヴィテプスク州の中心地区になっている。